# Moshe Sanbar
Moshe Sanbar, ( in ebraico משה זנבר‎? (Kecskemét, 29 marzo 1926 – Tel Aviv, 1º ottobre 2012), è stato un economista israeliano, governatore della Bank of Israel dal 1971 al 1976 e presidente della Banca Leumi (1988–95). Dal 1970 al 1971 è stato Ministro del Commercio e dell'Industria.

## Biografia
Sanbar è nato a Kecskemét, in Ungheria ed è sopravvissuto alla seconda guerra mondiale come prigioniero nel campo di concentramento di Dachau. Nello Stato di Israele iniziò la sua attività professionale come ricercatore economico e fu gradualmente coinvolto nel lavoro del Ministero delle Finanze come capo della divisione di ricerca (1958-1960), vicedirettore della Direzione delle entrate statali (1960-1963), capo della direzione del Bilancio e consigliere economico del ministro (1963-1968). Ha lavorato come consulente professionale per i ministri delle finanze Levi Eshkol e Pinhas Sapir, agendo anche per quest'ultimo nel suo incarico di Ministro del Commercio e dell'Industria (1970-1971). Negli anni dal 1977 al 1981 è stato presidente della Commissione Sanbar riguardante le autorità locali in Israele e le sue relazioni con il governo centrale.
Inizialmente era un uomo del mondo accademico e un ricercatore in economia e statistica. Tuttavia, dopo aver lasciato il servizio civile, fu principalmente associato ai suoi vari ruoli nel settore privato, come presidente di vari istituti finanziari e industriali, e ancor più nel settore pubblico in varie attività nei campi dell'istruzione, della cultura, dello sport e della scienza. È stato per molti anni coinvolto nell'Habima Theatre, nel College of Management e ha diretto l'ICC in Israele. 
Alla fine degli anni '80 iniziò il suo coinvolgimento a beneficio dei sopravvissuti all'Olocausto, fondando l'organizzazione ombrello israeliana dei sopravvissuti all'Olocausto in Israele, che riunisce più di 50 organizzazioni indipendenti. È stato tesoriere mondiale e presidente dell'esecutivo della Claims Conference, membro di commissioni internazionali sulla restituzione delle proprietà e sostenitore dei bisogni dei sopravvissuti all'Olocausto.